# Dr. Kawashima's Devilish Brain Training: Can You Stay Focused?
Dr. Kawashima's Devilish Brain Training: Can You Stay Focused?, kendt i Nord-Amerika som Brain Age: Concentration Training, er et puzzlespil udviklet og udgivet af Nintendo til Nintendo 3DS. Det blev udgivet i Japan den 28. juli 2012 og februar året efter i Nord-Amerika. Spillet havde planlagt udgivelse i Europa marts 2013, derefter 12. april 2013, før det blev udsat på ubestemt tid. Til sidst blev spillet sluppet i Europa den 28 juli 2017, akkurat fem år efter den oprindelige lanceringsdato i Japan.
Devilish Brain Training har øvelser som betoner koncentration og fokuserer på at øve spillerens arbejdshukommelse. Koncentrationsøvelserne, kaldet "Devilish Training", har en dynamisk vanskelighed som tilpasser sig spillerens færdigheder. Spillet indeholder, ud over nye aktiviteter, også øvelser fra de tidligere spil i Brain Training-serien, Dr. Kawashima's Brain Training: How Old Is Your Brain? og More Brain Training from Dr. Kawashima: How Old Is Your Brain? Den japanske professor Ryuta Kawashima fungerer som vært og motivator i spillet, og manifesterer sig som et svævende hoved. Når spileren vælger modus "Devilish Training", forandrer han udseende til at ligne en oni, som er dæmoner fra japansk mytologi med horn og rød hud. I Vesten blev begrebet oni lokaliseret som "djævel", derved navnet Devilish Training.